# 483637 Johanstein
483637 Johanstein è un asteroide della fascia principale. Scoperto nel 2004, presenta un'orbita caratterizzata da un semiasse maggiore pari a 3,0892548 au e da un'eccentricità di 0,0578577, inclinata di 9,11108° rispetto all'eclittica.